# Підводні човни типу «Тамбор»
| Підводні човни типу «Тамбор» | Підводні човни типу «Тамбор»                                         | Підводні човни типу «Тамбор»                                         |
| ---------------------------- | -------------------------------------------------------------------- | -------------------------------------------------------------------- |
| Tambor-class submarine       |                                                                      |                                                                      |
|                              |                                                                      |                                                                      |
| Човен Tambor (SS-198)        |                                                                      |                                                                      |
| Під прапором                 | США                                                                  | США                                                                  |
| Спуск на воду                | 1939—1941 рр (12 човнів)                                             | 1939—1941 рр (12 човнів)                                             |
| Виведений зі складу флоту    | 1943—1946 рр                                                         | 1943—1946 рр                                                         |
| Сучасний статус              | утилізовані                                                          | утилізовані                                                          |
| Проєкт                       |                                                                      |                                                                      |
| Розробник проєкту            | Electric Boat, Portsmouth Naval Shipyard, Mare Island Naval Shipyard | Electric Boat, Portsmouth Naval Shipyard, Mare Island Naval Shipyard |
| Основні характеристики       |                                                                      |                                                                      |
| Швидкість (надводна)         | 20,4 вузлів (38 км/год)                                              | 20,4 вузлів (38 км/год)                                              |
| Швидкість (підводна)         | 11 вузлів (20 км/год)                                                | 11 вузлів (20 км/год)                                                |
| Гранична глибина занурення   | 76 м                                                                 | 76 м                                                                 |
| Екіпаж                       | 60 осіб                                                              | 60 осіб                                                              |
| Розміри                      |                                                                      |                                                                      |
| Довжина найбільша (по КВЛ)   | 93,62 м                                                              | 93,62 м                                                              |
| Ширина корпусу найб.         | 8,46 м                                                               | 8,46 м                                                               |
| Середня осадка (по КВЛ)      | 4,97 м                                                               | 4,97 м                                                               |
| Озброєння                    |                                                                      |                                                                      |
| Артилерія                    | 1 х (3") 76-мм / 50 калібрів 1 х Bofors 40 mm 1 х Oerlikon 20 mm     | 1 х (3") 76-мм / 50 калібрів 1 х Bofors 40 mm 1 х Oerlikon 20 mm     |
| Торпедно- мінне озброєння    | 6 носових і 4 кормових ТА калібру 21 дюймів — 533 мм, 12 торпед      | 6 носових і 4 кормових ТА калібру 21 дюймів — 533 мм, 12 торпед      |
| Зображення на Вікісховищі    |                                                                      |                                                                      |

Підводні човни типу «Тамбор» — 12 підводних човнів ВМС США, котрі були продовженням вдосконалення човнів типу «Сарго». І вони були попередниками човнів типу «Гато». Несли службу у 1940—1946 рр. Брали активну участь у Другій світовій війні.

## Історія
Восени 1937 року військові Чарльз А. Локвуд (пізніше командувач підводними силами Тихоокеанського флоту), Ендрю Маккі (співробітник Портсмутської військово-морської верфі), і лейтенант Арманд М. Морган, (головний конструктор підводних човнів) запропонували основні вимоги для нового типу підводних човнів. Це мав бути великий човен, водотоннажністю у 1500 тонн, з новими дизельними двигунами, і нести десять торпедних апаратів, калібром у 533-мм, з новими торпедами, з вдосконаленою палубною гарматою, з збільшеним терміном автономного плавання за рахунок оснащення установками для опріснення морської води і регенерації повітря. Їм опонував адмірал Томас Гарт, голова Генеральної ради ВМС США. Гарт наполегливо захищав будівлю невеликих прибережних захисних човнів (без таких «надмірностей», як регенератор повітря). Але цей проєкт був нарешті прийнятий на озброєння ВМФ.
Одним з ключів до успіху човнів була розробка компактного дизельного двигуна. Оснащені чотирма новими дизельними двигунами човни могли досягати максимальної швидкості у 20 вузлів (38 км/год) і проходити 10000 морських миль (19000 км) без дозаправлення пального.
Ці човни були ядром 56-ти човнів США Тихоокеанського флоту, в часи вступу країни у Другу світову війну, в грудні 1941 року.

## Представники
| Назва                 | Завод                                           | закладений | Спущений на воду | Переданий флоту | Завершення служби                                                             |
| --------------------- | ----------------------------------------------- | ---------- | ---------------- | --------------- | ----------------------------------------------------------------------------- |
| USS Tambor (SS-198)   | Electric Boat, Гротон, Коннектикут              | 16.01.1939 | 20.12.1939       | 3.06.1940       | Утилізований 1.09.1959                                                        |
| USS Tautog (SS-199)   | Electric Boat, Гротон, Коннектикут              | 1.04.1939  | 27.01.1940       | 3.07.1940       | Утилізований 15.11.1959 на Bultema Dock and Dredge Company в Маністі, Мічиган |
| USS Thresher (SS-200) | Electric Boat, Гротон, Коннектикут              | 27.04.1939 | 27.03.1940       | 27.08.1940      | Утилізований 18.03.1948 на Max Siegel в Еверетт, Массачусетс                  |
| USS Triton (SS-201)   | Portsmouth Navy Yard, Кіттері, Мен              | 5.07.1939  | 25.03.1940       | 15.08.1940      | Потоплений 20.03.1943                                                         |
| USS Trout (SS-202)    | Portsmouth Navy Yard, Кіттері, Мен              | 8.08.1939  | 21.05.1940       | 15.11.1940      | Потоплений близько 29.02.1944                                                 |
| USS Tuna (SS-203)     | Mare Island Naval Shipyard, Вальєхо, Каліфорнія | 19.06.1939 | 2.10.1940        | 2.01.1941       | Затонув при буксируванні 24.09.1948                                           |

Останні шість човнів типу «Тамбор» часто згадуються як підводні човни «Gar class»
| Назва                  | Завод                              | Закладений | Спущений на воду | Переданий флоту | Завершення служби                                    |
| ---------------------- | ---------------------------------- | ---------- | ---------------- | --------------- | ---------------------------------------------------- |
| USS Gar (SS-206)       | Electric Boat, Гротон, Коннектикут | 27.12.1939 | 27.11.1940       | 14.04.1941      | Утилізований 18.11.1959 на Acme Scrap Iron and Metal |
| USS Grampus (SS-207)   | Electric Boat, Гротон, Коннектикут | 14.02.1940 | 23.12.1940       | 23.05.1941      | Потоплений 5.03.1943                                 |
| USS Grayback (SS-208)  | Portsmouth Navy Yard, Кіттері, Мен | 3.04.1940  | 31.01.1941       | 30.06.1941      | Потоплений 27.02.1944                                |
| USS Grayling (SS-209)  | Portsmouth Navy Yard, Кіттері, Мен | 15.12.1939 | 29.11.1940       | 1.03.1941       | Потоплений між 9 і 12. 09.1943                       |
| USS Grenadier (SS-210) | Portsmouth Navy Yard, Кіттері, Мен | 2.03.1940  | 29.11.1940       | 1.05.1941       | Потоплений ворогом 22.04.1943                        |
| USS Gudgeon (SS-211)   | Portsmouth Navy Yard, Кіттері, Мен | 22.11.1939 | 25.01.1941       | 21.03.1941      | Потоплений близько 7.06.1944                         |